# Принцен, Марквард Людвиг фон
Барон Марквард Людвиг фон Принцен (нем. Marquard Ludwig von Printzen; 14 апреля 1675, Берхинг, Верхний Пфальц — 8 ноября 1725, Берлин) — прусский дипломат, посол в России при дворе Петра Великого. Наиболее известен тем, что стал третьим в истории кавалером первого (в дальнейшем — высшего) русского ордена Святого Андрея Первозванного (вторым, если не считать гетмана Мазепы, который был позднее лишён награды). Также известен тем, что будучи религиозным протестантом и сторонником традиционных  европейских ценностей, пришёл в ужас от нравов, царивших при дворе Петра Первого и потребовал от своего короля Фридриха отозвать себя из России, чтобы «снова вести правильную жизнь». 

## Биография
Родился в 1675 году в семье генерал-майора Иоганна Фридриха фон Принцена. Его отец состоял на военной службе в курфюршестве Бранденбург (со столицей в Берлине), которое в 1701 году было окончательно объединено с (Восточной) Пруссией (со столицей в Кёнигсберге) в Королевство Пруссия. Однако, родился будущий дипломат на юге Германии, в Берхинге, где войска его отца стояли на зимних квартирах.
Марквард фон Принцен рано продемонстрировал блестящие способности, и в 1688 году, в возрасте 13 лет, поступил во Франкфуртский университет. Затем он отправился в Голландию, где учился Утрехтском университете, а затем совершил образовательную поезду (гранд-тур) по Британии, Австрии и Италии. 
В 1698 году, завершив своё образование, поступил на бранденбургскую дипломатическую службу. В том же году был отправлен в Митау (Митаву), столицу независимого герцогства Курляндия, где правила вдовствующая герцогиня Елизавета София Кеттлер, сестра бранденбургского курфюрста Фридриха III. В Митау фон Принцен остался на несколько месяцев, помог наладить управление страной, получил хорошие рекомендации от герцогини, и в том же году был отправлен послом в Москву к царю Петру. На тот момент фон Принцену было 23 года. В 1699 году он ненадолго вернулся в Германию, а в конце 1700 года вновь отправился в Россию. По дороге из Митавы в Москву стал свидетелем осады Риги, принадлежавшей Швеции. 
5 июля 1701 года фон Принцен был с большой торжественностью принят Петром в качестве прусского посланника. Он также получил от царя орден Святого Андрея Первозванного. Главной дипломатической задачей фон Принцена было признание за своим монархом (Фридрихом I) со стороны России его нового королевского титула. Другие европейские монархи делать это отказывалась, тогда как Россия согласилась, что послужило для короля Фридриха козырем в дальнейшем дипломатической игре. Со своей стороны, король Фридрих поначалу не стал вмешиваться в Северную войну, в которой участвовали почти все соседние с Пруссией страны: Польша, Саксония и Дания вместе с Россией сражались против Швеции. 
Фон Принцен провёл в России год, присуствовал на попойках и кутежах царя Петра Первого после чего отпросился на родину, чтобы «снова вести правильную жизнь». Вскоре после возвращения в Германию он был в Байрейте, где присутствовал на свадьбе вдовствующей герцогини Курляндской, своей покровительницы, и маркграфа Байрейтского. 
Также, по возвращении в Германию, фон Принцен стал известен, как чрезвычайно ревностный христианин, приверженец реформатской ветви протестантизма. Так, он смог убедить лютеранский магистрат в Нюрнберге разрешить реформатам проводить церковные службы в пригороде. Он также построил кирхи во всех усадьбах, которыми владел. 
В 1705 году 30-летний фон Принцен стал членом прусского Тайного совета —  высшего государственного органа Пруссии, с жалованием 4 000 талеров в год. В 1705—1707 годах, после того, как шведы разгромили датчан, саксонцев и поляков, фон Принцен три раза вёл переговоры с Карлом XII о союзе с ним. Впрочем, Пруссия по-прежнему не хотела ввязываться в войну. В конечном итоге, Швеция тоже согласилась признать за Фридрихом королевский титул, а взамен король Фридрих передал шведам город Эльбинг, обещал им доброжелательный нейтралитет, избавил своё отечество от войны и уклонился от посылки войск на усиление шведской армии, сославшись на то, что прусские войска в это время сражались в союзе с Австрией в Италии против французов в ходе войны за Испанское наследство. За эти дипломатические усилия фон Принцен был награждён орденом Чёрного орла.
В дальнейшем Принцен сосредоточился в основном на управлении духовными и образовательными делами. Он стал куратором всех прусских университетов, директором Ораниенбургского приюта и гимназии Иоахимсталь, покровителем прусского Общества наук. Но главное для фон Принцена была то, что он стал президентом недавно созданного Управления реформатской церкви Пруссии, и теперь управлял всеми реформатскими общинами королевства (за исключением приходов в Клеве-Марке-Равенсберге). В 1712 году он получил придворную должность обер-гофмаршала, в 1718 году стал директором королевской библиотеки, а в 1724 году — директором Высшего медицинского колледжа. Большинство из этих должностей фон Принцен занимал одновременно. 
Принцен был высокообразованным человеком и оказал значительное влияние на развитие протестантской реформатской церкви и школьной системы в Пруссии. 
В 1713 году, после восшествия на престол Фридриха Вильгельма I, он ввел коллегиальную систему в Министерстве иностранных дел. В том же году он стал кабинет-министром.
Когда дело дошло до реформирования судебной системы, Принцен был членом комиссии по организации реформы. В 1712 году он отвечал за реформу городских финансов и городского управления в Магдебурге, в 1714—16 годах реорганизовал берлинскую городскую администрацию. 
Скончался фон Принцен в 1725 году в Берлине.
Современники, в особенности в Пруссии, были о фон Принцене очень высокого мнения, из-за его набожности, начитанности, а также потому, что он с большой быстрой и эффективностью решал самые различные вопросы: успешно провёл важные для Пруссии переговоры с Россией и Швецией, участвовал в реформе образования, реформатской церкви, управления иностранными делами, судов, городского управления и т.д., приложив значительные усилия к превращению Пруссии в международно-признанное и эффективно управляемое королевство. 
В 18 веке о Принцене было написано несколько биографических сочинений на немецком и латинском языках.